# Аукуба
Аукуба (Aucuba) — рід дерев'янистих рослин родини Гаррієві (Garryaceae) порядку Гаррієцвіті (Garryales).
В системі класифікації Кронквіста (1981) рід зараховувався до родини Кизилові (Cornaceae) порядку Дереноцвіті (Cornales). В системі класифікації Тахтаджяна рід виділявся в однотипну родину Аукубові (Aucubaceae) і порядок Аукубоцвіті (Aucubales).
Види Aucuba є рідними для східної Азії, від східних Гімалаїв на схід до Китаю, Кореї та Японії. Назва — латинізація японської Aokiba. Це вічнозелені чагарники або невеликі дерева заввишки 2–13 м, зовні схожі на лаври роду Laurus, мають блискучі шкірясті листя і належать до чагарників, які в садах помилково називають лаврами.